# Jimmy Olsen (postać fikcyjna)
Jimmy Olsen (pełne nazwisko James Bartholomew Olsen) – fikcyjna postać drugoplanowa występująca w komiksach o przygodach Supermana, które wydawane są przez DC Comics, a także w wielu adaptacjach tych komiksów. Jest dziennikarzem, kolegą z pracy Clarka Kenta.
Autorami postaci był duet twórców Supermana: scenarzysta Jerry Siegel i rysownik Joe Shuster. Pierwszy raz pojawił się w komiksie Action Comics vol. 1 #6 (listopad 1938) jako anonimowa postać poboczna (przedstawiany był wówczas jako młody blondwłosy goniec). Jego znana obecnie wersja zadebiutowała w wieloczęściowej opowieści Donelli’s Protection Racket w słuchowisku radiowym The Adventures of Superman z 1940 roku (pierwszy raz został opisany jako rudowłosy, piegowaty chłopiec na posyłki). Pełny debiut postaci w komiksie miał miejsce w komiksie Superman vol. 1 #13 (listopad 1941).
Jimmy Olsen jest przeważnie ukazywany jako młody fotoreporter pracujący dla wydawanej w Metropolis gazety codziennej Daily Planet (pierwotnie nazywanej Daily Star). Współpracuje z innymi znanymi pracownikami redakcji: Clarkiem Kentem (alter ego Supermana), reporterką Lois Lane i redaktorem naczelnym gazety - Perrym White'em (we wczesnych komiksach redaktorem naczelnym Daily Star był George Taylor). Jimmy zaprzyjaźnił się również z samym Supermanem, co zresztą było głównym wątkiem serii wydawniczej z nim w roli głównej zatytułowanej Superman's Pal Jimmy Olsen (wydawanej w latach 1954-1974). Na łamach tego jak i innych komiksów z Supermanem z okresu tzw. srebrnej ery komiksu, postać młodego fotoreportera miewała najróżniejsze przygody, które cechowały się slapstickowym humorem i motywami fantazyjnych transformacji (wówczas też epizodycznie nabywał rozmaite nadludzkie moce). Współcześnie (tak jak w przypadku innych postaci DC Comics), Jimmy Olsen jest przedstawiany w poważniejszy sposób. Nosi specjalny zegarek (signal watch), za pomocą którego może wezwać Supermana na pomoc.

## Adaptacje
Postać Jimmy'ego Olsena gościła w niemal wszystkich adaptacjach komiksów o przygodach Supermana. Pierwszy raz w wersji aktorskiej zadebiutował w serialu Superman z 1948 roku, oraz w pełnometrażowej kontynuacji pod tytułem Atom Man vs. Superman z 1950 roku, gdzie w jego rolę wcielił się aktor Tommy Bond. W serialu telewizyjnym Adventures of Superman z lat 1952–1958 rolę Jimmy'ego zagrał Jack Larson. W 4-częściowej serii filmów kinowych, zapoczątkowanej obrazem Superman (Superman: The Movie) z 1978 roku, w reżyserii Richarda Donnera, w postać Jimmy'ego wcielił się Marc McClure. W serialu telewizyjnym Nowe przygody Supermana (Lois & Clark: New Adventures of Superman) z lat 1993–1997 role młodego fotoreportera zagrali kolejno Michael Landes (w pierwszym sezonie) i Justin Whalin (był odtwórcą tej postaci przez resztę emisji serialu). W serialu telewizyjnym Tajemnice Smallville (Smallville), jego rola została zagrana przez Aarona Ashmore'a. W sequelu do serii filmów z lat 1978–1987 pod tytułem Superman: Powrót (Superman Returns) z 2006 roku (reżyseria Bryan Singer), następcą Marca McClure'a został aktor Sam Huntington. W serialu telewizyjnym Supergirl odtwórcą jego roli został afroamerykański aktor Mehcad Brooks. W serialu animowanym Superman (Superman: The Animated Series) głosu użyczył mu David Kaufman. W serialu animowanym Batman (The Batman) głosu użyczył mu Jack DeSena.